# テクノデリック
『テクノデリック』 (TECHNODELIC) は、YMOの6作目のアルバム。1981年11月21日にアルファレコードからリリースされた。
作詞は前作に続き細野晴臣、高橋幸宏、坂本龍一が作詞したものをピーター・バラカンが英訳しており、作曲は細野、高橋、坂本が単独で作曲したものや一部共作のものも含まれている。プロデューサーは今作では細野晴臣+YMOとなっている。
先行シングルはなく、後に「体操」がシングルカットとしてリリースされた。本作の音楽性に関し、細野は「このアルバムは非常に暗い、トンネルのようなサウンド」と表現した。
アルバムのタイトルは「テクノ＋サイケデリック」の造語であり、アルバムにミニマル・ミュージックが取り入れられたのも特徴であるが、後年細野晴臣は「YMOの中で唯一、可能性を秘めたまま発展し損ねた音楽のスタイルがミニマル」と『YMO GO HOME!』のライナーノーツ(「体操/TAISO」についての稿)で記している。
オリコンチャートでは最高位4位となり、売り上げ枚数は累計で11.8万枚となった。

## 背景
前作『BGM』（1981年）リリースと同日に、細野が参加した大瀧詠一のアルバム『A LONG VACATION』がリリースされた他、本作『テクノデリック』のレコーディングが開始された。3月28日に高橋はレコーディングのためロンドンに向かい、細野、大村憲司、松武秀樹も同行した。
5月には坂本のソロ曲「ライオット・イン・ラゴス」がイギリスにてシングルとしてリリースされ、5月1日にはメンバー3人が参加した矢野のアルバム『ただいま。』、5月21日には同じくメンバー3人が参加した大貫妙子のアルバム『AVENTURE』がリリース、さらに5月24日には高橋のソロアルバム『NEUROMANTIC』がリリースされた。また、高橋はこのアルバム以降に「高橋ユキヒロ」から「高橋幸宏」に名義を変更する事となった。6月5日には松武のソロユニットロジック・システムのファーストアルバム『Logic』がリリースされ、6月22日にはエフエム東京の「セレクテッド・アーティスト'81」で行われた「マイ・セレクテッド・アーティスト」の1位にYMOが選出され、ゲストとして松武が出演した。
7月6日には坂本がソロアルバムのレコーディングを開始、細野と高橋も参加する事となった。7月25日には加藤のアルバム『ベル・エキセントリック』がリリースされた。8月5日には細野が作曲したイモ欽トリオのシングル「ハイスクールララバイ」がリリースされ、オリコンチャートで7週連続1位を獲得、1981年度年間4位を獲得するなど大ヒット曲となった。8月21日には細野がプロデュースしたサンセッツのアルバム『ヒート・スケール』、坂本が参加した清水靖晃のアルバム『IQ 179』がリリースされた。
9月5日には前作からの2作目のシングルカットとして「マス」がリリースされ、9月9日には来日中であったクラフトワークと坂本、高橋が対談し、その内容が音楽誌『ミュージック・ライフ』の1981年11月号に掲載された。9月21には高橋がプロデュースし、細野も参加したスーザンのアルバム『The Girl Can’t Hep It - 恋せよおとめ』がリリースされた。10月5日には坂本のソロアルバム『左うでの夢』がリリースされ、10月21日には高橋、坂本が参加したスネークマンショーのアルバム『死ぬのは嫌だ、恐い。戦争反対!』がリリースされた。
11月4日には坂本の「B-2 UNITバンド」のライブが川崎産業文化会館にて行われ、11月9日の京都会館別館にて開催された「アーバン・シンクロニティ」にも「B-2 UNITバンド」として参加した。

## 録音
レコーディングは前作『BGM』のリリース日である1981年3月21日から開始され、10月13日まで長期間行われている。細野がこだわっていたプロデュースのクレジット名「produced by 細野晴臣」が、今作では「細野晴臣＋YMO」となった。これは、高橋が「3人以外に"YMO"というメンバーがいるようだ」と発言しており、それを受けての変更であった。
録音に関しては『BGM』ではデジタル録音を導入したが、デジタル特有のエラーノイズの問題や編集効率の問題から「体操」を除きアナログ録音に戻した。
他のYMOのアルバム同様、当アルバムのマルチトラックマスターも消却・破棄されたと考えられていたが、後年、高橋が編集盤『ONE MORE YMO』を監修していた際に、各所に散らばったマスターテープを発掘していたところ、マスターテープのメーカーが『テクノデリック』のマルチトラックマスターを保管していた事が分かったが、『体操』のみ見つからなかったという。
使用機材はプロフェット5、アープ・オデッセイ、LMD-649、ローランドMC-4、ローランドTR-808が挙げられる。
前作『BGM』作成中に心身不調だった坂本龍一が韓国旅行をきっかけに元気になった。そのときインスパイアされた内容が「京城音楽」で表現されている。しかし逆に細野が不調に陥り、その状態が「灰色の段階」という曲名で表現されている。

## リリース
1981年11月21日にアルファレコードからLPレコード、カセットテープの2形態でリリースされた。
アルバム・ジャケットは二種類存在し、通常盤と再発CDで使われているのはコルホーズで働く女性の肖像。その後、レコード会社からの「メンバーの顔が入っていない」という理由でメンバー三人の写真があしらわれたものが作り直され、これが初回盤のジャケットとなる。又、初回プレスのみカスタムレーベル仕様。
1984年7月25日に初CD化され、その後も再リリースとして1987年3月25日、1992年3月21日、1994年6月29日とCDのみ再リリースされ、1998年1月15日には紙ジャケット仕様として再リリースされた。
1999年9月22日には細野監修によるリマスタリングが施され、ライナーノーツを松武秀樹と飯尾芳史が担当する形で東芝EMIより再リリースされた。
2003年1月22日には坂本監修により紙ジャケット仕様にてソニー・ミュージックハウスより再リリース、音源は1999年の細野監修によるものが採用された。
2010年9月29日にはブルースペックCDとして再リリースされ、2019年5月29日にはSACDハイブリッドとして再リリースされた。

## アートワーク
アルバム・ジャケットはアートディレクター奥村靫正によるデザイン。初回盤の撮影とメーキャップも奥村靫正が手掛けている。

## ツアー
本作を受けてのコンサートツアーは日本国内ツアーとなり、「ウィンター・ライヴ1981」の名称で11月24日の宮城県民会館から始まり、12月27日のツバキハウスまで9都市全13公演が開催された。選曲はほとんどがアルバム『BGM』と本作からとなっており、アンコールの「テクノポリス」では坂本がメガホンでライブ実施地の都市名を叫ぶというパフォーマンスが行われた。12月22日から24日にかけて開催された新宿コマ劇場の公演では奥村による円状のステージとなっており、2回目の「体操」の演奏時には運動着姿のダンサーが曲に合わせて体操をするというパフォーマンスが行われた。また、この時の模様は後にビデオ『ウィンター・ライヴ'81』（1983年）としてリリースされた。

## 批評
| 専門評論家によるレビュー | 専門評論家によるレビュー |
| レビュー・スコア         | レビュー・スコア         |
| 出典                     | 評価                     |
| ------------------------ | ------------------------ |
| オールミュージック       | [ 12 ]                   |
| コンパクトYMO            | 肯定的                   |
| CDジャーナル             | 肯定的                   |

- 音楽情報サイト『オールミュージック』では、4点（満5点）と評価された[12]。

- 音楽本『コンパクトYMO』にてライターの田山三樹は、「ある意味ではYMOの最終完成形といえるアルバム」と本作を位置付け、「坂本色が最も顕著に出た一枚」とも指摘した[13]。また、本作より導入されたサンプラーの制約により使用方法がパーカッシブになっている事に触れ、「それが結果的にこのアルバムに独特のモノトーンな雰囲気を持たせ、ストイックな傑作として仕上げている」と肯定的に評価した[13]。さらにビートルズ風のコーラスからケチャ、現代音楽、ジャズ、ミニマル・ミュージック、ファンク、クラシック音楽など音楽性の幅広さや3人のプレイヤーとしての楽器演奏とテクノの手法を融合させた事を指摘した上で「YMOというユニットの持つ可能性を極限まで突き詰めた一枚」と称賛した[13]。

- 音楽情報サイト『CDジャーナル』では、「“ポップ”な部分がすっかりなくなって、前作よりもさらにシリアスに。ヴォーカル曲も増えてたりするが、全体的に空気が重い[14]」、「ミニマルを意識し、ループや抽象的なメロディを重視した雰囲気は重い[15]」、「スピーディーでハードコアなカッコ良さは時代を進み過ぎていた感も[15]」と音楽性の変化に対して否定的な指摘をしているが、「史上初のサンプリング使用にして最高のポテンシャルを引き出し、あらゆる音楽の“ソウル”を飲み込んだ音楽[16]」、「サンプラーを駆使した先鋭的な音作りが刺激的な1枚[16]」と革新性や音楽の多様性に関して肯定的に評価している。

## チャート成績
オリコンチャートではLPで最高位4位、CTで最高位13位を獲得、LPは登場回数14回、CTは登場回数15回となり、売り上げ枚数はLPで7.6万枚、CTで4.2万枚、累計では11.8万枚となった。

## 収録曲
| 全編曲: YMO。 |                           |                              |                              |      |
| #             | タイトル                  | 作詞                         | 作曲                         | 時間 |
| 1.            | 「ジャム」(PURE JAM)      | 高橋幸宏、ピーター・バラカン | 高橋幸宏                     | 4:30 |
| 2.            | 「新舞踊」(NEUE TANZ)     | 細野晴臣、坂本龍一、高橋幸宏 | 細野晴臣、坂本龍一、高橋幸宏 | 4:58 |
| 3.            | 「階段」(STAIRS)          | 高橋幸宏、ピーター・バラカン | 高橋幸宏                     | 4:14 |
| 4.            | 「京城音楽」(SEOUL MUSIC) | 坂本龍一、ピーター・バラカン | 坂本龍一、高橋幸宏           | 4:46 |
| 5.            | 「灯」(LIGHT IN DARKNESS) |                              | 坂本龍一、高橋幸宏           | 3:40 |

| #         | タイトル                      | 作詞                         | 作曲               | 時間  |
| --------- | ----------------------------- | ---------------------------- | ------------------ | ----- |
| 6.        | 「体操」(TAISO)               | 坂本龍一                     | 坂本龍一、YMO      | 4:21  |
| 7.        | 「灰色の段階」(GRADATED GREY) | 細野晴臣、ピーター・バラカン | 細野晴臣           | 5:33  |
| 8.        | 「手掛かり」(KEY)             | 細野晴臣、ピーター・バラカン | 細野晴臣、高橋幸宏 | 4:32  |
| 9.        | 「前奏」(PROLOGUE)            |                              | 坂本龍一           | 2:31  |
| 10.       | 「後奏」(EPILOGUE)            |                              | 坂本龍一           | 4:21  |
| 合計時間: | 合計時間:                     | 合計時間:                    | 合計時間:          | 43:45 |

## 曲解説

### A面
1. ジャム　PURE JAM
この曲はアルバムでは最初に収録されているが、録音は最後に行われた（トラックシートではM-8）。イントロの高橋のコーラスに関して細野はサイケデリックであるとコメントしている。曲の最後では逆回転で録音したモチーフが使われている。作曲は高橋名義ではあるが、サウンドの大部分は細野が担当している。シンセサイザーが「うねうね」しているのはそのためである。細野と高橋のユニットであるスケッチ・ショウのレパートリーとしても大幅なアレンジを加えて演奏されている。
タイトルと歌詞の内容は、当時アルファレコードの1階にあった喫茶店「BAN」から出前してもらった、銀紙に包まれた日本特有の厚焼きのトーストにジャムがセットになっているメニューの話である。メンバーと同席していたピーター・バラカンが、銀紙を開けて「こんな醜いトーストは生まれて初めて見た」といったことを高橋が面白がり、そのまま歌詞になった。細野や坂本によれば、欧米のミュージシャン達はこの他愛もない歌詞を深読みして「何か意味深なことを語っているのではないか」とよく質問したそうであるが、バラカンによれば「ジャム」はイギリスのスラングで「まぐれ」という意味がある[17]。
「ジャムデショ」「ソレジャムデショドーゾ」の声は、ピーター・バラカンが実際にスタジオ内でトランシーバーを使って喋っている[17]。これは「完璧じゃない日本語」が欲しかったため[18]。ただし声質をよく聞くと高橋や細野の声にも聞こえ、おそらくピーター・バラカンの声は同曲のライブバージョン（『ONE MORE YMO』に収録）のことであり、メンバーの記憶違いの可能性もある。[要出典]
2. 新舞踊　NEUE TANZ
インドネシアのケチャをモチーフにしている。そのため、仮タイトルは「ケチャ」だった。ピアノはプリペアド・ピアノが使われており、坂本のみならず、高橋も演奏している。
3. 階段　STAIRS
重々しいピアノとベースが特徴的。レコーディングが開始しても誰も作業しなかったため、高橋が仕方なく作り始めた曲[19]。（トラックシートではM-1）。途中で聞こえてくるピアノは坂本がE-muのエミュレーター（サンプラー）で演奏したもので、コンサート・ツアー「YMO-WINTER-LIVE-1981」でも、坂本がエミュレーターを使ってピアノを演奏しているのが確認できる。
クイズ番組『カルトQ』YMO編で優勝した当時電気グルーヴのメンバーだったまりん（砂原良徳）が「YMOで最も好きな曲」として挙げている。
4. 京城音楽　SEOUL MUSIC
ガムランと声（パーッ、フク、チキ）によるパーカッションが印象的な曲。アルバムの3番目に録音された（トラックシートではM-2）。途中のヴォイスはトランシーバーの声を録音したもの。プリペアド・ピアノが使われている部分もある。タイトルはソウルミュージックに掛けており、京城は日本統治時代の朝鮮におけるソウル（正確には京城府）の日本語表記。坂本が韓国取材をした際の印象を元にしたもので、軍政下の韓国の事情をうかがわせる。
YMO解散後の1985年に行われた「国際青年年記念 ALL TOGETHER NOW」でサディスティック・ユーミン・バンド（高橋と坂本が参加）によってカバーされた。
5. 灯　LIGHT IN DARKNESS
細野のベースは、坂本と高橋の「チャック・レイニーみたいなベースを」とのリクエストに応えて弾かれたもの[19]。大豆油の缶をたたいている音がサンプリングされている。またハイハットは人の声（おそらく高橋の声と思われる）をサンプリングしたものである。1982年、西ドイツの映画『セカンドフェイス』にて使用された。

### B面
1. 体操　TAISO
シングルカットされた曲。詳細は「体操」を参照。アルバムの中では最初に録音された。
2. 灰色の段階　GRADATED GREY
細野がリズムをループ仕立てにして作った曲。また細野は歌い方を工夫し「ジョージ・ハリスン的な発声法をしてみた」と語っている。ベルギーのテクノポップバンドテレックスからこの曲を賞賛するファンレターが届き、後のコシミハル「ラムール・トゥジュール」共同制作のきっかけとなった。
3. 手掛かり　KEY
細野と高橋はこの曲について「CUEの続編」と語っている。坂本によると「YMO版ハイスクールララバイ」。シングル「体操」のB面にも収録されている。スネアは石油缶を叩いた音をサンプリングしたもの。途中に入る「What Do You See?」などのボイスはハーモナイザーをフィードバックさせたもので、左チャンネルは坂本、右チャンネルは細野の声といわれる。このアルバムではシンセサイザーはほとんどプロフェット5を用いているが、この曲のみアープ・オデッセイをベースとして使っている。
4. 前奏　PROLOGUE
3/4拍子のミニマル・ミュージック。また右と左とでカノンの形式が取られている。バックで流れる機械の音はエンジニアの飯尾芳史が録音してきた工場の音[20]。録音したスタジオAは東京の芝浦にあり、すぐそばに工場があったため簡単に音を録ることができた。このノイズは次の「後奏」にまで続く。仮タイトルは「青函連絡船」。また、ゲームメーカーであるタイトーのビデオゲーム『Gダライアス』にこのノイズが使われた。
5. 後奏　EPILOGUE
機械の音の上に、鉄工所の音のサンプリングが重なった後、分厚いストリングスが重なる。仮タイトルは「おやすみミュージック」。録音は前曲「前奏」と同時に行われている（トラックシートではM-6）。坂本龍一のライブ（B2-UNITなど）ではピアノで演奏されたこともある。

## スタッフ・クレジット

### 参加ミュージシャン
- YMO
  - 細野晴臣
  - 坂本龍一
  - 高橋幸宏
- 松武秀樹 - テクニカル・アシスタンス

### スタッフ
- 細野晴臣 AND YMO - プロデューサー
- 小池光夫 - レコーディング、ミックス・エンジニア
- 飯尾芳史 - アシスタント・エンジニア
- YMO - ミックス・エンジニア
- 湯浅ヒロシ（JVCカッティング・センター） - マスタリング・エンジニア
- 藤井丈司 - イクイップメント
- 山添昭彦 - イクイップメント
- 伊藤洋一 - マネージメント
- 大蔵博 - マネージメント
- PLAN・NET-WERK - クリエイティブ・サービス
- 奥村靱正 - 写真撮影、アート・ディレクション
- 小尾一介 - A & Rコーディネーター
- 川添象郎 - エグゼクティブ・プロデューサー

## リリース履歴
| No. | 日付           | 国名               | レーベル                             | 規格             | 規格品番                       | 最高順位 | 備考                                                              |
| --- | -------------- | ------------------ | ------------------------------------ | ---------------- | ------------------------------ | -------- | ----------------------------------------------------------------- |
| 1   | 1981年11月21日 | 日本               | アルファレコード                     | LP・CT           | ALR-28030 (LP)・ALC-28029 (CT) | 4位      |                                                                   |
| 2   | 1981年         | ヨーロッパ         | アルファレコード                     | LP               | ALF 85621                      | -        |                                                                   |
| 3   | 1982年         | オーストラリア     | CBS Records Australia                | LP               | AAF 28030                      | -        |                                                                   |
| 4   | 1982年         | スペイン           | CBSレコード                          | LP               | ALF 85261                      | -        |                                                                   |
| 5   | 1984年7月25日  | 日本               | アルファレコード                     | CD               | 38XA-17                        | -        |                                                                   |
| 6   | 1985年         | オランダ           | Pick Up Records                      | LP               | LPU 0021                       | -        |                                                                   |
| 7   | 1987年3月25日  | 日本               | アルファレコード                     | CD               | 32XA-142                       | -        |                                                                   |
| 8   | 1992年3月21日  | 日本               | アルファレコード                     | CD               | ALCA-292                       | -        |                                                                   |
| 9   | 1992年7月      | アメリカ合衆国     | Restless Records                     | CD               | 7 72704-2                      | -        |                                                                   |
| 10  | 1992年         | ヨーロッパ         | Roadrunner Records、Restless Records | CD               | LS 9153 2                      | -        |                                                                   |
| 11  | 1994年6月29日  | 日本               | アルファミュージック                 | CD               | ALCA-9044                      | -        |                                                                   |
| 12  | 1998年1月15日  | 日本               | アルファミュージック                 | CD               | ALCA-5221                      | -        |                                                                   |
| 13  | 1999年9月22日  | 日本               | 東芝EMI                              | CD               | TOCT-24239                     | -        | 細野晴臣監修、リマスタリング盤、ライナーノーツ：松武秀樹×飯尾芳史 |
| 14  | 2003年1月22日  | 日本               | ソニー・ミュージックハウス           | CD               | MHCL 209                       | 56位     | 坂本龍一監修、紙ジャケット仕様                                    |
| 15  | 2004年         | カナダ、ヨーロッパ | エピック・レコード                   | CD               | EK 91844 (CA)・513450 2 (EU)   | -        |                                                                   |
| 16  | 2010年9月29日  | 日本               | ソニー・ミュージックダイレクト       | ブルースペックCD | MHCL-20107                     | 185位    | 1999年リマスタリング音源、紙ジャケット仕様、スーパーピクチャーCD  |
| 17  | 2019年5月29日  | 日本               | ソニー・ミュージックダイレクト       | SACDハイブリッド | MHCL-10113                     | -        | Bob Ludwigリマスタリング音源                                      |